# Lukas Moutarde
Lukas Moutarde (ur. 1 kwietnia 1998) – francuski lekkoatleta specjalizujący się w rzucie oszczepem. 
Złoty medalista igrzysk olimpijskich młodzieży z 2014 roku. Finalista mistrzostwa świata juniorów młodszych (2015) i mistrzostwa świata U20 (2016). W 2017 roku został wicemistrzem Europy do lat 20.
Medalista mistrzostw Francji, reprezentant kraju w pucharze Europy w rzutach oraz drużynowych mistrzostwach Europy.
Rekord życiowy: 78,53 (27 lipca 2019, Saint-Étienne). 

## Osiągnięcia
| Rok  | Impreza                                               | Miejsce                    | Pozycja     | Wynik              |
| ---- | ----------------------------------------------------- | -------------------------- | ----------- | ------------------ |
| 2014 | Kwalifikacje Europy do igrzysk olimpijskich młodzieży | Baku                       | 5. miejsce  | 70,65 (700 gramów) |
| 2014 | Igrzyska olimpijskie młodzieży                        | Nankin                     | 1. miejsce  | 74,48 (700 gramów) |
| 2015 | Mistrzostwa świata juniorów młodszych                 | Cali                       | 6. miejsce  | 73,61 (700 gramów) |
| 2016 | Mistrzostwa świata U20                                | Bydgoszcz                  | 10. miejsce | 68,06              |
| 2017 | Puchar Europy w rzutach                               | Las Palmas de Gran Canaria | 10. miejsce | 70,48              |
| 2017 | Mistrzostwa Europy U20                                | Grosseto                   | 3. miejsce  | 74,22              |
| 2018 | Puchar Europy w rzutach                               | Leiria                     | 9. miejsce  | 68,84              |
| 2019 | Igrzyska śródziemnomorskie                            | Tarragona                  | 6. miejsce  | 69,59              |
| 2019 | Puchar Europy w rzutach                               | Šamorín                    | 9. miejsce  | 71,59              |
| 2019 | Superliga drużynowych mistrzostw Europy               | Bydgoszcz                  | 10. miejsce | 71,21              |